# Organisations considérées comme terroristes par le Conseil de l'Union européenne
La liste d'organisations considérées comme terroristes par le Conseil de l'Union européenne est créée en 2002.

## Organisations considérées comme terroristes par le Conseil de l'Union européenne
| Nom de l'organisation | Pays d'origine       | Considérée terroriste depuis le | Détails et sources |
| --- | -------------------- | ------------------------------- | ------------------ |
| G.I.C.M | Maroc                |                                 |                    |
| Al-Aqsa e.V. | Palestine            |                                 | Art. 1             |
| Al-Qaïda | Afghanistan          | 29 mai 2002                     | [ 2 ]              |
| Al-Takfir et Al-Hijra |                      |                                 | Art. 1             |
| Aum Shinrikyo | Japon                |                                 | Art. 1             |
| Forces unies d'autodéfense de Colombie | Colombie             |                                 | Art. 1             |
| Babbar Khalsa | Inde                 |                                 | Art. 1             |
| Brigades des martyrs d'Al-Aqsa | Palestine            |                                 | Art. 1             |
| Armée de libération nationale colombienne | Colombie             |                                 | Art. 1             |
| Fatah-Conseil Révolutionnaire, Organisation Abou Nidal, Brigades révolutionnaires arabes, Septembre noir, Organisation révolutionnaire des musulmans socialistes | Palestine            |                                 | Art. 1             |
| Faucons de la Liberté du Kurdistan (Teyrbazen Azadiya Kurdistan)                                                                                                 | Turquie              |                                 | Art. 1             |
| Front populaire de libération de la Palestine | Palestine            |                                 | Art. 1             |
| Front Populaire pour la Libération de la Palestine-Commandement général                                                                                          | Palestine            |                                 | Art. 1             |
| Gama'a al-Islamiyya | Égypte               |                                 | Art. 1             |
| Hamas | Palestine            | 13 septembre 2003               | Art. 1             |
| Branche militaire du Hezbollah | Liban                | 22 juillet 2013                 | Art. 1             |
| Hizbul Mujahedin | Pakistan             |                                 | Art. 1             |
| Hofstadgroep | Pays-Bas             |                                 | Art. 1             |
| Holy Land Foundation for Relief and Development (Fondation de la Terre sainte pour le secours et le développement)                                               | États-Unis           |                                 | Art. 1             |
| International Sikh Youth Federation | Inde                 |                                 | Art. 1             |
| İslami Büyük Doğu Akıncılar Cephesi (Front islamique des combattants du Grand Orient)                                                                            | Turquie              |                                 | Art. 1             |
| Jihad islamique palestinien | Palestine            |                                 | Art. 1             |
| Khalistan Zindabad Force | Inde                 |                                 | Art. 1             |
| Parti communiste des Philippines, y compris la New People's Army                                                                                                 | Philippines          |                                 | Art. 1             |
| Partiya Karkerên Kurdistan (PKK), KADEK, Kongra-GEL | Turquie              |                                 | Art. 1             |
| Parti-Front de libération du peuple révolutionnaire (DHKP-C) | Turquie              |                                 | Art. 1             |
| Sentier lumineux | Pérou                |                                 | Art. 1             |
| Al-Aqsa Foundation (Al-Aqsa Nederland) | Pays-Bas             |                                 | Art. 1             |
| Taliban | Pakistan Afghanistan | 29 mai 2002                     | [ 2 ]              |

## Organisations anciennement considérées comme terroristes par le Conseil de l'Union européenne
| Nom de l'organisation                                              | Pays d'origine | Considérée terroriste depuis le | Considérée terroriste jusqu'à | Détails et sources |
| ------------------------------------------------------------------ | -------------- | ------------------------------- | ----------------------------- | --- |
| Brigate rosse per la Costruzione del Partito Comunista Combattente | Italie         |                                 | 2009                          | Art. 4 |
| Brigata XX Luglio                                                  | Italie         |                                 | 2009                          | Art. 4 |
| Cellula Contro Capitale, Carcere i suoi Carcerieri e le sue Celle  | Italie         |                                 | 2009                          | Art. 4 |
| Continuity Irish Republican Army                                   | Irlande        |                                 | 2009                          | Art. 4 |
| Cooperativa Artigiana Fuoco ed Affini                              | Italie         |                                 | 2009                          | Art. 4 |
| Epanastatiki Pirines (Noyaux révolutionnaires)                     | Grèce          |                                 | 2009                          | Art. 4 |
| Euskadi ta Askatasuna (ETA)                                        | Pays basque    |                                 | 2009                          | Art. 4. Sont aussi inscrit : Koordinadora Abertzale Sozialista, Xaki, Ekin, Jarrai, Haika, Segi, Gestoras pro amnistía, Askatasuna, Batasuna, Acción Nacionalista Vasca Euskal Abertzale Ekintza (ANV/EAE), Partido Comunista de las Tierras Vascas (Euskal Herrialdeetako Alderdi Komunista, PCTV ,EHAK) |
| Federazione Anarchica Informale                                    | Italie         |                                 | 2009                          | Art. 4 |
| Forces armées révolutionnaires de Colombie (FARC)                  | Colombie       |                                 | 2016                          | |
| Kahane Chai                                                        | Israël         |                                 | 2009                          | Art. 1 |
| Loyalist Volunteer Force                                           | Royaume-Uni    |                                 | 2009                          | Art. 4 |
| Epanastatikos Agonas                                               | Grèce          | 29 juin 2007                    | 2009                          | Art. 4 |
| Nuclei Armati per il Comunismo                                     | Italie         |                                 | 2009                          | Art. 4 |
| Nuclei di Iniziativa Proletaria                                    | Italie         |                                 | 15 juillet 2008               | |
| Nuclei di Iniziativa Proletaria Rivoluzionaria                     | Italie         |                                 | 15 juillet 2008               | |
| Nuclei Territoriali Antimperialisti                                | Italie         |                                 | 15 juillet 2008               | |
| Orange Volunteers                                                  | Royaume-Uni    |                                 | 2009                          | Art. 4 |
| Mujahedin-e Khalq                                                  | Iran           |                                 | janvier 2009                  | |
| Dekati Evdomi Noemvri                                              | Grèce          |                                 | 2009                          | Art. 4 |
| Real Irish Republican Army                                         | Royaume-Uni    |                                 | 2009                          | Art. 4 |
| Red Hand Defenders                                                 | Royaume-Uni    |                                 | 2009                          | Art. 4 |
| Solidarietà Internazionale                                         | Italie         |                                 | 2009                          | Art. 4 |
| Tigres de libération de l'Eelam tamoul                             | Sri Lanka      |                                 | 2014                          | Art. 1 |
| Ulster Defence Association-Ulster Freedom Fighters                 | Royaume-Uni    |                                 | 2009                          | Art. 4 |